# 国際刑事法
国際刑事法（こくさいけいじほう）（International Criminal Law; Droit international pénal）とは、外国性(un élément d'extranéité)を備えているかあるいは国際的な起源を有する犯罪の罪刑の法定(l'incrimination)（構成要件決定ともいう）及び処罰(la répression)を規律する国際法の規則の総体をいう。
このような国際犯罪(international crimes;  les crimes internationaux)は、外国性を有するが国内法が罪刑の法定を決定し国内法により処罰される「外国性を有する犯罪」と、実定国際法（条約、慣習国際法）が直接、罪刑の法定を定める「国際法上の犯罪」(les crimes du droit des gens; crimes under international law)に分類される。さらに第三の類型として、「国際法上の犯罪」より広い概念として、国際法が各国に国際的な基準を備えた国内刑法の制定を義務づけ、これに従って処罰される「諸国の共通利益を害する犯罪」がある。
「国際法上の犯罪」のうち、いわゆる「中核犯罪」（core crimes）として国際刑事裁判所（ICC）の管轄権に服する犯罪には、「ジェノサイド罪」、「人道に対する罪」、「戦争犯罪」、および議論されている「侵略の罪」がある。